# Инямбане
Инямбане (на португалски: Inhambane) е провинция в Мозамбик. Разположена е в южната част на страната. Площта ѝ е 68 615 квадратни километра и има население 1 454 804 души (по преброяване от август 2017 г.). Столицата на провинцията носи същото име Инямбане.
Климатът е тропичен, с повече валежи по брега и с по-малко валежи във вътрешността. По-голямата част от инямбанското крайбрежие е обрасло с мангрови гори.
В провинцията се отглеждат кашу, кокос и цитрусови плодове. Развит е и риболовът. На места по крайбрежието има красиви плажове.